# Projet de traduction
Un projet de traduction est un projet qui traite de l'activité de traduction.
D'un point de vue technique, un projet de traduction est étroitement lié à la gestion de projet du processus de traduction. Mais, d'un point de vue interculturel, un projet de traduction est beaucoup plus complexe ; cela devient évident, par exemple, lorsque l'on considère la traduction de la Bible ou d'autres projets de traduction littéraire .[réf. nécessaire]</link>
Des spécialistes de la traduction tel que Antoine Berman défendent l'idée que chaque traducteur doit développer son propre projet de traduction, y adhérer et, plus tard, développer une critique de la traduction. Chaque traducteur ne peut être fidèle qu'à son propre projet de traduction.